# Draba nipponica
Draba nipponica är en korsblommig växtart som beskrevs av Tomitaro Makino. Draba nipponica ingår i släktet drabor, och familjen korsblommiga växter. Inga underarter finns listade i Catalogue of Life.